# 401 (k)
401(k)는 미국의 401(k) 퇴직연금을 뜻하는 용어이다. 미국의 내국세입법(Internal Revenue Code) 401조 k항에 직장가입 연금이 규정되어 있기에 이와 같이 불린다. 401(k) 퇴직연금은 매달 일정량의 퇴직금을 회사가 적립하되, 그 관리 책임은 종업원에게 있는 방식의 연금이다. 즉, 퇴직금의 지급을 회사가 보장하지 않는다는 뜻이다.
401(k) 방식의 퇴직연금은 닷컴 활황 이전 미국 경제의 장기 호황 당시에 유행했다. 이 때는 주가가 계속 오르는 추세였기 때문에 종업원들은 자신의 연금을 회사 주식에 묶어 두었다. 하지만 닷컴 거품이 터지면서 주식으로 뒷받침하던 401(k) 연금은 증발했고, 설상가상으로 엔론, 글로벌 크로싱 등의 분식회계까지 터지면서 수많은 사람들이 퇴직연금을 받지 못하게 되었다. 한 예로, 엔론에서 일하던 엔지니어는 그 동안 40만 달러가 넘는 퇴직연금을 적립했지만, 엔론의 도산으로 겨우 2000달러 정도밖에 건지지 못했다.

## 역사
1978년 지미 카터 행정부 당시, 과세혜택을 지원을 담은 미국 내국세입법(IRC) 401조 k항이 추가되었고, 1982년 시행되었다. 미국자산운용협회(ICI, Investment Company Institute)에 따르면 1995년부터 2016년까지의 401(k) 자산 규모 추세는 아래와 같다.

## 같이 보기
- 403(b)
- 457 계획